# Bobby Flores
Roberto Daniel Flores -más conocido como Bobby Flores- (Villa Ballester, 5 de octubre de 1959) es un reconocido musicalizador, DJ, periodista y actor argentino.
Actualmente trabaja en Rock & Pop, donde está al frente del programa Tao y del podcast Tao Stripped. También conduce el programa Aduana de palabras en CNN Radio, escribe para Infobae y se presenta regularmente como DJ en distintos eventos.

## Biografía

### Inicios
Comenzó a forjar su vínculo laboral con el mundo de la música en febrero de 1977, cuando debutó como DJ en las fiestas del Club Deportivo San Andrés. Y poco tiempo después, -gracias a la influencia de su tío, el entonces reconocido actor de radioteatro Héctor Miranda- inició su carrera medios, trabajando en la discoteca de Radio Rivadavia, Radio Del Plata y Radio Mitre.
Algunos años más tarde, tras su paso por el servicio militar obligatorio, fue empleado en la Galería del Este y fue musicalizador en Radio Belgrano. En esa misma estación de radio habló por primera vez al micrófono: fue junto a Luca Prodan, durante un improvisado programa experimental de solo pocas emisiones en el pusieron al aire el primer material discográfico de Sumo.
En aquel entonces empezó a colaborar en diferentes revistas y a trabajar en televisión. A su vez se desempeñaba como DJ en algunas destacadas discotecas de la noche porteña de la época, como Palladium o Montana.

### Consagración
Logró el reconocimiento ya en la segunda mitad de la década de 1980, en Rock & Pop; como musicalizador y como una de las voces de Aquí Radio Bangkok. También cuando participó de los programas Rock & Pop TV por El Trece y La Perla de Bangkok en Canal 11.
Ya como un importante actor del ámbito de la difusión musical en Argentina, fue convocado por Levi's y Trípoli Discos, por PolyGram, por Interdisc y por Polydor para -en distintas ocasiones- seleccionar material de sus propios catálogos para lanzar álbumes recopilatorios y cajas recopilatorias.
Durante su extensa trayectoria fue gerente en distintas emisoras de radio (Rock & Pop, Aspen 102.3, Metro 95.1, Pop Radio 101.5,Mega 98.3, La 100 y Nacional Rock) y director de los canales de televisión musicales de Turner Latinoamérica (Much Music y HTV).
Además como DJ formó parte de destacados festivales musicales (Creamfields Buenos Aires, Festival BUE, Isenbeck Beer Festival y Quilmes Rock, entre otros) y realizó eventos para importantes marcas (Peugeot, Dot Baires Shopping, Converse y Marvel Studios, entre otras).

## Trayectoria en medios audiovisuales

### Radio
Rock & Pop
- Aquí Radio Bangkok
- Subí que te llevo
- Levi's Midnight
- Guardias a mi
- Alligator
- No es extraño que estés loca por mí[16][17]
- Soul Café
- ¿Quién te dijo que hay una fiesta?[18]
- Animal de Radio[19]
- Querido sordo[20]
- 120 años sin ti
- BitBox[21]
- Tao[22]
- Rock & Pop Music

Radio La Red
- Algo con palmeras[23]
- Cuarenta Flores y ningún balcón

Radio Del Plata
- 9 PM
- 22 AM[24]
- Fuera de la ley[25]

Metro 95.1
- Soul Mate[26]

Radio 10
- Hablar es fácil[27]
- Lee Cool Nights

Radio Rivadavia
- Bacardi On[28]
- Hablar es fácil[29]
- Lee Cool Nights
- Adidas Originals
- Bobby Vs. Flores[30]

Pop Radio 101.5
- Regreso con Bobby

Aspen 102.3
- Moriré sin conocer Disneylandia[31]

Radio Malena FM 89.1
- Frases de Tango[32]

Radio Continental
- Umo[33]

Mega 98.3
- Flores Power[34]
- Trance[35]

La 100
- La Ola Dorada[36]

Radio Nacional
- Mirá lo que te traje[37]

Nacional Rock
- Playlist

CNN Radio
- Aduana de palabras[38]

### TV
Canal 11
- La Perla de Bangkok

Telefe
- Videomatch
- Música para soñar[39]
- Vecinos en Guerra
- El Gran Bartender[40]

América TV
- La Bobby Band

Much Music
- No cuenten conmigo
- Bobby & Douglas[41]
- Budweiser Urban Nights[42]

Canal Trece
- Videoscopio
- Rock & Pop TV
- Verdad consecuencia
- Señoras y señores

Canal Nueve
- Los Sónicos
- En estéreo[43]

Televisión Pública
- Todavía es temprano[44]
- Ojos de videotape[45]
- Re[46]

### Cine
- Sol de otoño (Eduardo Mignogna, 1996) - Presentador de programa de radio
- 24 horas (Algo está por explotar) (Luis Barone, 1997) - Oso[47]
- Un importante preestreno (Santiago Calori, 2015) - Él mismo[48]

### Comerciales para televisión
- Philips: Sistema de audio valvular de alta fidelidad Heritage (2010) - Él mismo

### VOD
YouTube
- Hablando del Colón: Notas que nunca escuchaste

### Podcast
- Tao Stripped (Producido por Rock & Pop)

## Trayectoria en la escritura

### Prensa
- Satiricón
- Revista Rock & Pop
- Revista Eroticón
- Revista Estación 90
- Rolling Stone Argentina
- Revista El Planeta Urbano
- Infobae

### Libros
- Flores, Bobby (1993). A la larga terminan curtiendo. Buenos Aires: Ediciones de la Flor. ISBN 9789505151370.
- Flores, Bobby (1994). Asilo de almas. Buenos Aires: Ediciones de la Flor. ISBN 9505151438.
- Flores, Bobby (1999). No es extraño que estés loca por mí. Buenos Aires: Ediciones de la Flor. ISBN 9505151772.[49]
- Flores, Bobby (2014). 120 discos que deberías escuchar antes de que tus oídos dejen de recibir órdenes del cerebro. Buenos Aires: Editorial Octubre. ISBN 9789874547453.[50]

### Teatro
- El blues del Showman (1999)[51]
- La serenata del Showman (2003)[52][53]

## Discografía

### Álbumes recopilatorios
- 1992: Levi's Midnight Blues Collection (Selección de canciones)
- 1993: Levi's Midnight Blues Collection - Vol. II (Selección de canciones)
- 1994: Alligator Blues Classics - Vol. I (Selección de canciones)
- 1994: Alligator Blues Classics - Vol. II (Selección de canciones)
- 2004: Música para soñar - Volumen 1 (Introducción)

### Cajas recopilatorias
- 2000: Los 100 mejores temas compilados por Bobby Flores: Blues (Selección de canciones)
- 2005: Blue Note by Bobby Flores (Selección de canciones)

## Premios y distinciones
- 2005: Premios Konex - Música popular - Bobby Flores - Distinguido como jurado
- 2007: Premios Konex - Comunicación-Periodismo - Bobby Flores - Distinguido con Premio Konex de Platino
- 2007: Premios Konex - Comunicación-Periodismo - Bobby Flores - Distinguido con Diploma al Mérito
- 2008: Premio Locos de la Azotea (Escuela de periodismo TEA) - Bobby Flores - Distinguido
- 2013: Premios Éter - Trayectoria - Bobby Flores - Distinguido[54]
- 2015: Premios Konex - Música popular - Bobby Flores - Distinguido como jurado
- 2016: Camino a Abbey Road - Distinguido como jurado[55]
- 2017: Premio Estilo Emprendedor (Universidad de Palermo) - Bobby Flores - Distinguido
- 2017: Premios Konex - Comunicación-Periodismo - Bobby Flores - Distinguido como jurado

También muchos programas de radio en los cuales estuvo al aire (Animal de Radio, Bacardi On, Bobby Vs. Flores, Mirá lo que te traje y Tao) fueron nominados en importantes premiaciones. Específicamente Bacardi On recibió un Premio Éter en 2006 en la categoría Programa musical y Mirá lo que te traje recibió un Premio Martín Fierro en 2017 en la categoría Programa nocturno AM.